# Bullitt megye
Bullitt megye az Amerikai Egyesült Államokban, azon belül Kentucky államban található. Megyeszékhelye Shepherdsville, legnagyobb városa Mount Washington. Lakosainak száma 82 217 fő (2020. április 1.). Bullitt megye Jefferson, Hardin, Nelson és Spencer megyékkel határos.

## Népesség
A megye népességének változása:
| Lakosok száma | 74 497 | 75 289 | 75 869 | 76 854 | 78 702 | 82 217 |
|               | 2010   | 2011   | 2012   | 2013   | 2015   | 2020   |